# Artur Castela
Artur Jorge Perestrelo Biscaia Rodrigues Castela, Extremo-Poste (2,03 mts. e nascido em 30 de julho de 1993), renova Contrato com o Sport Lisboa e Benfica e é cedido ao Galitos do Barreiro, por uma Época, em 2015/2016. Por 65 vezes com a Seleção Nacional, nos Escalões de Sub-16, Sub-18 e Sub-20), ao longo de 5 anos de participação nos Campeonatos Europeus de Basquetebol (registando 54 Official FIBA – Europe Internationalizations  – tendo sido MVP em 6 jogos disputados nestes Europeus), convocado, para Estágio da Seleção Nacional Sénior de Portugal, pela 1.ª vez, aos 20 anos (Junho de 2014). Convidado, nas últimas 2 épocas, por 7 Universidades norte-americanas (com Full Scholarship e Eligibility pela NCAA Clearing House – (Div. 1): Tulane; Colgate, UTAH, UC Riverside; Loyola (Chicago). Div. 2: Newberry; Anchorage –, optou por prosseguir os seus estudos universitários e carreira de jogador em Portugal.

## Biografia
por Ivan Kostourkov  , Rui Resende  e Ricardo Silva (Treinadores).
Artur Castela é o único atleta da sua geração (nascido em Lisboa, 30 de Junho de 1993) e em Portugal que, simultaneamente, estando presente em todas as Finais Distritais e Nacionais, desde o escalão de Sub-15, alcançou todos os Títulos de Campeão Nacional (8 Campeonatos Nacionais com as suas Equipas, no Sport Lisboa e Benfica), com maior número de Internacionalizações (por 65 vezes com a Seleção Nacional), nos Escalões de Sub-16, Sub-18 e Sub-20), também por Portugal, ao longo de 5 anos de participação nos Campeonatos Europeus de Basquetebol (registando 54 Official FIBA – Europe Internationalizations), convocado, para Estágio da Selecção Nacional Sénior de Portugal, pela 1.ª vez, aos 20 anos (Junho de 2014) – Atleta que, em Portugal, aos 21 anos, detém mais Títulos e Internacionalizações; Atleta mais jovem e com mais Épocas e Títulos ao serviço do Sport Lisboa e Benfica (Época 2014/2015). 

## Registo de desempenhos acumulados médios (defensivos e ofensivos) – 197 Jogos
- Total de Min. jogados: 4.042 (20,5 MinPG).

Pontos marcados (e Eficiência): 8,3 Pts. por jogo; Ef. de 3 Pts: 33,3%; Ef. de 2 Pts: 63,8%; Ef. de LL: 54,4% Ef. Global: 59,9% – Máx.: 34 Pts num jogo – Fev. 2009).
Ressaltos: 8,5 Ressaltos Totais por jogo – 5,8 Defensivos + 2,7 Ofensivos – Máx.: 28 Ressaltos Totais num jogo – Março de 2013).
Desarmes de Lançamento: 1,5 Block Shots por jogo – Máx.: 9 BS’s – Nov. 2012).
Assistências: 1,5 Assists por jogo e 1,4 no Ratio A/TO – Máx.: 7 Ass – Jan. 2011) – 17,5 Pts. MVP (Máx MVP Score: 48,0 – Abril 2015).
Vários galardões MVP e 5 Ideal a nível nacional e internacional – 3 vezes MVP no Campeonato Europeu de Sub-18 (2011) e 3 vezes MVP no Campeonato Europeu de Sub-20 (2013). 
- Ranking Top 5 Record (U-18 European Championship – 2011). [4]
- Ranking Top 5 Record (U-20 European Championship – 2013). [5]

## STATS (55 Duplos-Duplos & 50 vezes MVP nos últimos 197 jogos – até 5/2015)
Ø 2010 / 2014 – SLBenfica (como U-18/U-20/Sénior – 126 Jogos (101V/25D)– 2.695 Total Min. jogados – 23,5 MinPG)
- 9,8 Ppg (Total Pts.: 1.229; 2 Pts Eff.: 66,0%; 3 Pts Eff.: 32,4%; FT Eff.: 50,0%; Global Eff.: 63,1%);
- 10,5 Rpg (7,1 DefReb + 3,4 OffReb); 1,9 BSpg; 1,8 Apg – 20,4 Total MVP Pts. (Max. MVP Score: 47,5 – March 2013).

Ø 2014 & 2015 – SLBenfica (como Sénior - Equipas B & A) – 71 Jogos (55V-16D) – 1.077 Total Min. jogados – 15,2 MinPG)
- 6,0 Ppg (Pts. Total: 427; 2 Pts Eff.: 57,1%; 3 Pts Eff.: 34,2%; FT Eff.: 67,2%; Global Eff.: 51,6%);
- 5,1 Rpg (3,6 DefReb + 1,5 OffReb);
- 0,8 BSpg; 0,9 Apg – 10,7 Total MVP Pts (Max. MVP Score: 48,0 – April 2015 – últimos MVP & Ideal 5 Awards: Campeonato U-20/Senior, Maio 2015).

## RANKINGS TOP 10 – PROLIGA (Fase Regular – Época 2013/2014)  (EstatísticasFPB)
Ranking MVP 
| #  | Nome             | Equipa               | Nº Jogos | Min | Min | Pontos | Pontos | MVP   | MVP  |
| #  | Nome             | Equipa               | Nº Jogos | T   | M   | T      | M      | T     | M    |
| -- | ---------------- | -------------------- | -------- | --- | --- | ------ | ------ | ----- | ---- |
| 1  | Rick Cardoso     | Angra Basket         | 17/19    | 601 | 35  | 313    | 18.4   | 562.5 | 33.1 |
| 2  | Matthew Devine   | Terceira Basket Club | 10/18    | 366 | 37  | 159    | 15.9   | 222.5 | 22.3 |
| 3  | Gonçalves, Mario | Illiabum Clube       | 14/17    | 317 | 21  | 174    | 12.4   | 289.5 | 20.7 |
| 4  | Gonçalves, Marco | Casino Ginásio       | 11/17    | 397 | 36  | 183    | 16.6   | 223   | 20.3 |
| 5  | Costa, José      | Casino Ginásio       | 11/17    | 404 | 37  | 193    | 17.5   | 220   | 20   |
| 6  | Lanzinha, João   | Eléctrico F.C.       | 15/18    | 476 | 32  | 260    | 17.3   | 287.5 | 19.2 |
| 7  | Castela Artur    | S.L.Benfica B        | 11/17    | 344 | 31  | 139    | 12.6   | 208   | 18.9 |
| 8  | Queiróz, Miguel  | Dragon Force         | 14/17    | 382 | 27  | 180    | 12.9   | 253   | 18.1 |
| 9  | Raimundo, Tiago  | Illiabum Clube       | 14/17    | 363 | 26  | 136    | 9.7    | 247   | 17.6 |
| 10 | Oinheiro, Filipe | Casino Ginásio       | 13/17    | 405 | 31  | 185    | 14.2   | 213   | 16.4 |

Ranking Ressaltos 
| # | Nome             | Equipa               | Nº Jogos | Min | Min | RES | RES  | RES Def | RES Def | RES Of. | RES Of. |
| # | Nome             | Equipa               | Nº Jogos | T   | M   | T   | M    | T       | M       | T       | M       |
| - | ---------------- | -------------------- | -------- | --- | --- | --- | ---- | ------- | ------- | ------- | ------- |
| 1 | Rick Cardoso     | Angra Basket         | 17/19    | 601 | 35  | 268 | 15.8 | 188     | 11.1    | 80      | 4.7     |
| 2 | Gonçalves, Marco | Casino Ginásio       | 11/17    | 397 | 36  | 119 | 10.8 | 92      | 8.4     | 27      | 2.5     |
| 3 | Queiróz, Miguel  | Dragon Force         | 14/17    | 382 | 27  | 135 | 9.6  | 85      | 6.1     | 50      | 3.6     |
| 4 | Gonçalves, Mário | Illiabum Clube       | 14/17    | 317 | 21  | 135 | 9.6  | 80      | 5.7     | 55      | 3.9     |
| 5 | Matthew Devine   | Terceira Basket Club | 10/18    | 366 | 37  | 96  | 9.6  | 61      | 6.1     | 35      | 3.5     |
| 6 | Torrie, João     | Dragon Force         | 15/17    | 319 | 21  | 124 | 8.3  | 69      | 4.6     | 55      | 3.7     |
| 7 | Castela Artur    | S.L.Benfica B        | 11/17    | 344 | 31  | 91  | 8.3  | 58      | 5.3     | 33      | 3       |
| 8 | Gaioso, António  | Esgueira/OLI         | 13/18    | 391 | 30  | 107 | 8.2  | 91      | 7       | 16      | 1.2     |

Ranking – Desarmes de Lançamento – PROLIGA 
| # | Nome          | Equipa         | Nº Jogos | Min | DL | DL  |
| # | Nome          | Equipa         | Nº Jogos | Min | T  | M   |
| - | ------------- | -------------- | -------- | --- | -- | --- |
| 1 | Rick Cardoso  | Angra Basket   | 17/19    | 601 | 44 | 2.6 |
| 2 | Castela Artur | S.L.Benfica B  | 11/17    | 344 | 20 | 1.8 |
| 3 | Belo, Pedro   | S.L.Benfica B  | 12/17    | 250 | 9  | 0.8 |
| 4 | Rick Cardoso  | Casino Ginásio | 11/17    | 397 | 9  | 0.8 |
| 5 | Rick Cardoso  | Esgueira/OLI   | 11/18    | 271 | 9  | 0.8 |
| 6 | Rick Cardoso  | Eléctrico F.C. | 14/18    | 437 | 11 | 0.8 |
| 7 | Rick Cardoso  | Eléctrico F.C. | 15/18    | 350 | 12 | 0.8 |
| 8 | Rick Cardoso  | S.L.Benfica B  | 11/17    | 364 | 8  | 0.7 |
| 9 | Rick Cardoso  | Illiabum Clube | 16/17    | 330 | 10 | 0.6 |

## Títulos
Pelo Sport Lisboa e Benfica 
```
 Títulos Nacionais (TOTAL: 16) conquistados:
```

- 8 Campeonatos Nacionais
- 2 Supertaças
- 2 Taças da Liga
- 2 Troféus António Pratas
- 2 Taças de Portugal (estreia na LPB em 2011/2012)
- 2 vezes Bi-Campeão Nacional (Senior e Sub-20) em 2 Épocas (2012 e 2015)

## Histórico de Carreira
| Época     | Associação | Clube                      | Escalão   |
| --------- | ---------- | -------------------------- | --------- |
| 2015-2016 | AB Setúbal | Galitos-Barreiro           | Sen       |
| 2014-2015 | AB Lisboa  | Sport Lisboa e Benfica     | Sen       |
| 2013-2014 | AB Lisboa  | Sport Lisboa e Benfica     | Sen       |
| 2012-2013 | AB Lisboa  | Sport Lisboa e Benfica     | Sen / U20 |
| 2011-2012 | AB Lisboa  | Sport Lisboa e Benfica     | Sen / U20 |
| 2010-2011 | AB Lisboa  | Sport Lisboa e Benfica     | U18       |
| 2009-2010 | FPB        | High Performance Center    | U18       |
| 2009-2010 | AB Lisboa  | Sport Lisboa e Benfica     | U18       |
| 2008-2009 | AB Lisboa  | Sport Lisboa e Benfica     | U16       |
| 2007-2008 | AB Lisboa  | Sport Lisboa e Benfica     | U16       |
| 2006-2007 | AB Lisboa  | Sport Lisboa e Benfica     | U14       |
| 2005-2006 | AB Lisboa  | Sport Lisboa e Benfica     | U14       |
| 2004-2006 | AB Lisboa  | Ateneu Comercial de Lisboa | U14       |
| 2003-2004 | AB Lisboa  | Clube Portugal Telecom     | Mini 10   |
| 2002-2003 | AB Lisboa  | Clube Portugal Telecom     | Mini 10   |
| 2001-2002 | AB Lisboa  | Clube Portugal Telecom     | Mini 8    |
| 1999-2000 | AB Lisboa  | Clube Portugal Telecom     | Mini 8    |